# Cerkiew św. Jerzego w Lalinie
Cerkiew św. Jerzego w Lalinie – drewniana parafialna cerkiew greckokatolicka, znajdująca się w Lalinie.

## Historia
Cerkiew zbudowana została w 1835 i poświęcona w 1842, w miejscu starszej, drewnianej cerkwi. Do parafii należała również filialna cerkiew w Grabówce.
Według informacji prasowej w styczniu 1912 cerkiew w Lalinie doszczętnie spłonęła, a zbiegło się to w czasie z ujawnieniem skandalu obyczajowego przypisanego tamtejszemu parochowi, ks. Feniakowi.
Parafia należała do dekanatu sanockiego. Od 1934 należała do Apostolskiej Administracji Łemkowszczyzny.
Po wojnie cerkiew została przejęta przez kościół rzymskokatolicki.

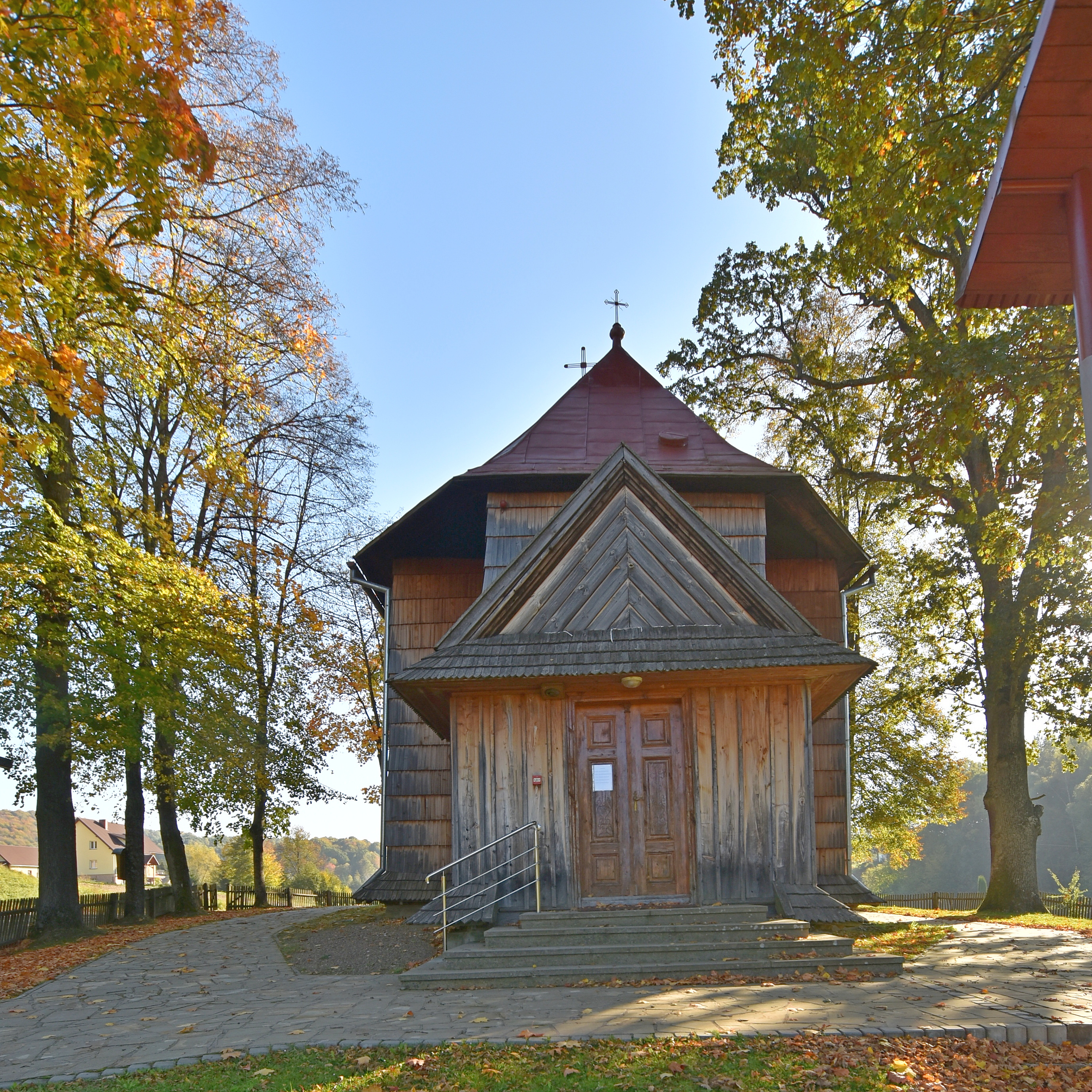
Elewacja frontowa
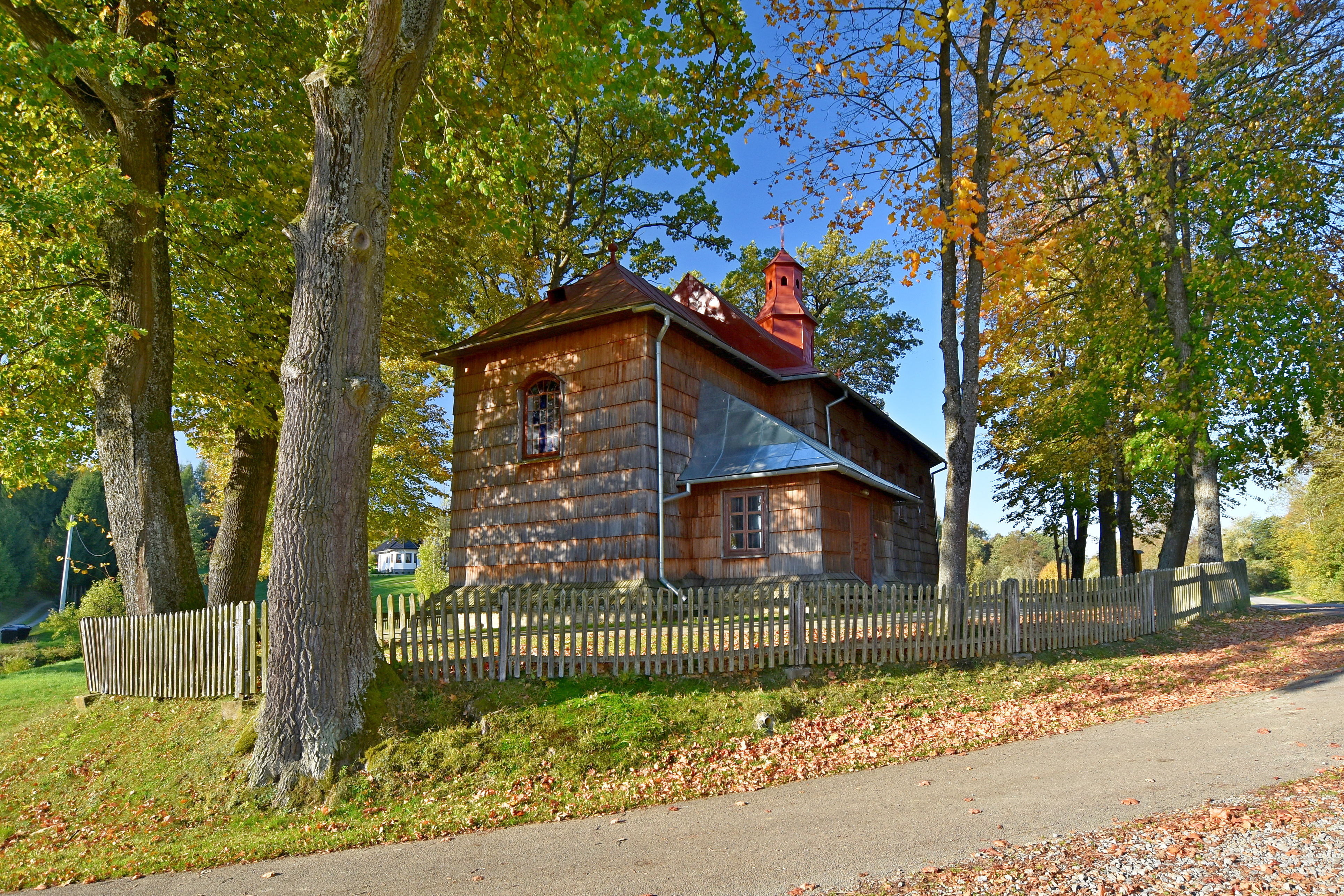
Widok od strony prezbiterium
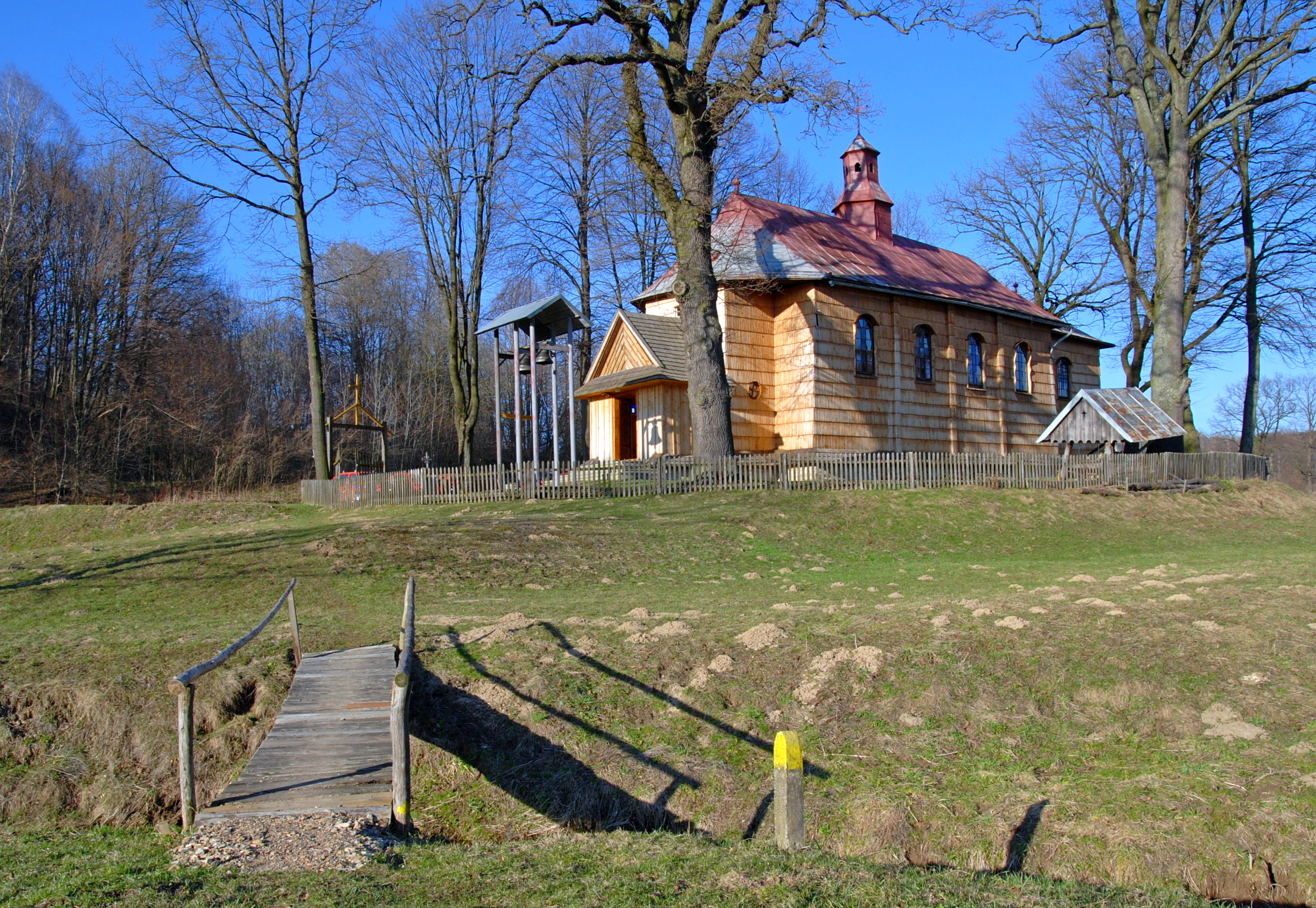
Widok ogólny